# كلار آباد (مازندران)
كلار آباد (بالفارسية: کلارآباد) هي مدينة في إيران وتقع في مازندران يقدر عدد السكان في
كلار آباد، بـ 5,457 نسمة .

## اقرأ ايضاً
- قائمة مدن إيران